# Guida Maria
Guida Maria, nome artístico de Maria Margarida Gouveia Vaquinhas (Lisboa, 23 de Janeiro de 1950 — Lisboa, 2 de Janeiro de 2018), foi uma atriz portuguesa. Teve uma carreira com cerca de seis décadas, principalmente no teatro, mas também com passagem pelo cinema e televisão, tendo ficado conhecida principalmente pela sua peça Monólogos da Vagina.

## Biografia

### Nascimento e formação
Nasceu na cidade de Lisboa em 1950, filha do actor Luís Cerqueira.
Fez a sua formação teatral na Escola de Teatro do Conservatório Nacional, tendo ao mesmo tempo participado em peças de Vasco Morgado. Foi igualmente bolseira na American Academy of Dramatic Arts de Nova Iorque durante uma pausa da carreira, na Década de 1980, e participou em vários workshops no Actors Studio.

### Carreira artística
A sua carreira artística incluiu televisão, cinema e teatro, tendo sido nesta modalidade que se destacou, com participação em cerca de quarenta peças.
Estreou-se em 1957, com sete anos, na peça Fogo de Vista, de Amílcar Ramada Curto. Aos dez anos fez parte da peça A sapateira prodigiosa, levada à cena pela companhia de teatro Rey Colaço-Robles Monteiro, e onde também participou Eunice Muñoz. O seu primeiro sucesso aconteceu com a peça O Milagre de Anne Sullivan, encenada por Luís de Sttau Monteiro.
No cinema, salienta-se A Promessa (1972), de António de Macedo, baseado uma peça de Bernardo Santareno, tendo protagonizado o primeiro nu integral no cinema nacional. Este filme passou por vários festivais de cinema, incluido o de Cannes, e foi premiado no Festival de Belgrado e Cartagena.[carece de fontes?] Com o mesmo cineasta, participou em O Princípio da Sabedoria (1975) e A Bicha de Sete Cabeças (1978). Foi, a partir de 1978 até à sua extinção (em 1998), actriz da Companhia Residente do Teatro Nacional D. Maria II, tendo aí representado, em peças como Auto da Geração Humana; O Alfageme de Santarém; As Alegres Comadres de Windsor; A Bisbilhoteira; A Casa de Bernarda Alba; Romance de Lobos; Bodas de Fígaro,[carece de fontes?] Slag, Maria Stuart, ou O Leque de Lady Windermere. Também participou na peça A Mãe.https://observador.pt/2018/01/02/tres-fracassos-varios-sucessos-e-uma-gravidez-aos-17-anos-cinco-episodios-da-vida-de-guida-maria/
Começa a fazer televisão com a série Uma Cidade Como a Nossa (1981). Participou no especial da série brasileira O Bem Amado, da TV Globo, gravado em Lisboa.[carece de fontes?] Participou nas películas O Barão de Altamira (1986), de Artur Semedo, O Vestido Cor de Fogo (1986), de Lauro António, Os Emissários de Khalom (1988), Serenidade (1989) de Rosa Coutinho Cabral. Na televisão participou em séries e novelas como Cobardias (1987), Passerelle (1988), A Grande Mentira (1990), Quem Manda Sou Eu (1991), a aclamada telenovela Na Paz dos Anjos (1994),[carece de fontes?] Nico D'Obra (1993), Nós os Ricos (1996), Super Pai, Olhos de Água, Tudo por Amor, Morangos com Açúcar, Bem-Vindos a Beirais, A Única Mulher, Filhos do Vento (1996) e Esquadra de Polícia (1998). [carece de fontes?] Participou no filme No Dia dos Meus Anos (1992), de João Botelho. Salienta-se ainda o seu monólogo na peça Shirley Valentine, exibida na Sala Estúdio do Teatro Nacional D. Maria II, em janeiro de 1996.[carece de fontes?] Outros monólogos seus que se destacaram foram os das peças Andy & Melissa (2001), Zelda (2004), Stôra Margarida (2006) e Sexo? Sim, mas com orgasmo (2010). Participou nas séries da RTP Não és Homem não és Nada (1999), O Crime... (2001) e nas novelas da TVI Olhos de Água (2001), Tudo por Amor (2002) e Baía das Mulheres (2004). Em 2006, interpretou no teatro a peça Stôra Margarida, de Roberto Athayde, no Casino Estoril. A partir de certa altura, a atriz começou a aparecer com menos regularidade (no Teatro, Televisão e Cinema) devido à falta de convites para trabalhar.[carece de fontes?]
Em 1997, representou com grande sucesso na peça Casa de nha Bernarda no Centro Cultural Português do Mindelo, uma adaptação da obra A Casa de Bernarda Alba, de García Lorca, que teve um grande sucesso.
Estreiou Os Monólogos da Vagina, de Eve Ensler, no Teatro Auditório do Casino Estoril, em 20 de Outubro de 2000. De forma a organizar a peça, Guida Maria teve de enfrentar várias dificuldades, incluindo de ordem financeira, e encontrar um teatro que estivesse disponível. Segundo a actriz, a administração do Estoril Sol também esteve inicialmente contra a organização da peça no seu nome original, tendo depois dado autorização para avançar. Apesar de ter sido um fracasso no dia de estreia, acabou por ser depois um grande sucesso, tendo a peça ficado vários meses em cena, com diversas reposições, apesar de ter sofrido os efeitos do clima de insegurança gerado após os Ataques terroristas de 11 de Setembro de 2001. Para o sucesso da peça contribuiu decisivamente a cobertura por parte da comunicação social, que publicou vários artigos sobre a mesma. Posteriormente lançou a peça Zelda, que também financiou, e que foi novamente um fracasso, por estar a decorrer naquele momento o Campeonato Europeu de Futebol de 2004 em Portugal. Finalmente, apresentou a peça Stôra Margarida no Teatro do Casino do Estoril, que também falhou, apesar de ter tido um grande sucesso originalmente no Brasil.
Em 2009 foi editada a biografia Guida Maria - Uma vida, da autoria de Rui Costa Pinto.
Em 2017, interpretou no Auditório da Bibioteca do Espaço Cultural Cinema Europa a peça Os Malefícios do Tabaco, um monólogo escrito por Anton Tchekhov com encenação de Paulo Ferreira, Produzido pela Junta de Freguesia de Campo de Ourique e com o Apoio da AMA - Academia Mundo das Artes.
Contracenou, entre outros actores, com Alberto Villar.

### Falecimento e família
Morreu em 2 de Janeiro de 2018, aos 67 anos, no Hospital de São Francisco Xavier, em Lisboa. Estava internada naquela unidade de saúde devido a um cancro no pâncreas, doença do qual já padecia há vários meses. O velório teve lugar na Basílica da Estrela, tendo o corpo sido inumado no Cemitério dos Prazeres.
Esteve relacionada com o músico Mike Sergeant, tendo o casal tido uma filha, a actriz Julie Sergeant.

## Televisão
| Ano       | Projeto                       | Personagem                       | Canal | Notas                |
| --------- | ----------------------------- | -------------------------------- | ----- | -------------------- |
| 1959      | A Chave Mistério              | Rapariga                         | RTP   | Teleteatro           |
| 1959      | Balada de Natal               |                                  | RTP   | Teleteatro           |
| 1962      | O Anjo da Guarda              |                                  | RTP   | Teleteatro           |
| 1962      | Um Herói Anónimo              |                                  | RTP   | Teleteatro           |
| 1962      | Sinos de Natal                |                                  | RTP   | Teleteatro           |
| 1965      | Moeda de Oiro                 |                                  | RTP   | Teleteatro           |
| 1965      | O Testamento Diabólico        |                                  | RTP   | Teleteatro           |
| 1965      | Não Acordem o Menino Jesus    |                                  | RTP   | Teleteatro           |
| 1966      | Poeira nos Olhos              |                                  | RTP   | Teleteatro           |
| 1966      | O Diploma                     |                                  | RTP   | Teleteatro           |
| 1966      | O Jovem Cavaleiro             |                                  | RTP   | Teleteatro           |
| 1967      | O Último Toiro                |                                  | RTP   | Teleteatro           |
| 1968      | Grades Floridas               |                                  | RTP   | Teleteatro           |
| 1968      | A Sapateira Prodigiosa        | Vizinha                          | RTP   | Teleteatro           |
| 1968      | Véspera de Casamento          |                                  | RTP   | Teleteatro           |
| 1968      | O Anúncio                     |                                  | RTP   | Teleteatro           |
| 1968      | Poder de Fátima               |                                  | RTP   | Teleteatro           |
| 1968      | A Noite do Menino             |                                  | RTP   | Teleteatro           |
| 1969      | Os Anjos Estão Connosco       |                                  | RTP   | Teleteatro           |
| 1970      | A Inimiga                     | Florence                         | RTP   | Teleteatro           |
| 1970      | Como Emílio Viu o Teatro      |                                  | RTP   | Teleteatro           |
| 1970      | Henrique IV                   |                                  | RTP   | Teleteatro           |
| 1972      | O Senhor Director Não é Feliz |                                  | RTP   | Teleteatro           |
| 1974      | Dias Felizes                  |                                  | RTP   | Teleteatro           |
| 1975      | Sua Excelência                | Marta                            | RTP   | Teleteatro           |
| 1976      | Triste Viuvinha               | Assunção                         | RTP   | Teleteatro           |
| 1981      | Uma Cidade Como a Nossa       | Paula                            | RTP   |                      |
| 1987      | Cobardias                     |                                  | RTP   | Série                |
| 1988      | A Mala de Cartão              |                                  | RTP   |                      |
| 1988/1989 | Passerelle                    | Ana Rita                         | RTP   | Telenovela           |
| 1989      | Os Irmãos Meireles            |                                  | RTP   | Teleteatro           |
| 1990      | Quem Manda Sou Eu             | Joana                            | RTP   | Série                |
| 1990      | A Grande Mentira              |                                  | RTP   |                      |
| 1991      | O Último dos Marialvas        | Leonor                           | RTP   | Teleteatro           |
| 1994      | Na Paz dos Anjos              | Teresa Fontaínhas                | RTP   | Telenovela           |
| 1995      | Nico D'Obra                   | Rosa                             | RTP   |                      |
| 1996      | Telechoque                    |                                  | TVI   |                      |
| 1996      | Nós os Ricos                  | Tétinha                          | RTP   |                      |
| 1997      | Filhos do Vento               | Emília                           | RTP   | Telenovela           |
| 1997      | Riscos                        | Rosa                             | RTP   | Série                |
| 1999      | Não És Homem Não És Nada      | Simone                           | RTP   | Série                |
| 2000      | Esquadra de Polícia           | Virgínia                         | RTP   |                      |
| 2001      | Super Pai                     | Katy Green                       | TVI   |                      |
| 2001      | Olhos de Água                 | Maria Jacinta Torres             | TVI   |                      |
| 2001      | O Espírito da Lei             | Clara                            | SIC   |                      |
| 2002      | O Crime                       |                                  | RTP   | Série                |
| 2002/2003 | Tudo Por Amor                 | Amélia Castelo Branco            | TVI   | Telenovela           |
| 2003      | Amanhecer                     | Antónia                          | TVI   |                      |
| 2003      | Olá Pai!                      |                                  | TVI   |                      |
| 2004      | Inspector Max                 | Ema                              | TVI   | pequena participação |
| 2004/2005 | Baía das Mulheres             | Carolina Mendonça de Mascarenhas | TVI   | Telenovela           |
| 2008      | Morangos Com Açúcar           | Celeste Brown                    | TVI   |                      |
| 2008      | Casos da Vida                 | Isaura/ Beatriz/ Isabel          | TVI   |                      |
| 2011      | A Sagrada Família             | Madalena                         | RTP   | Série                |
| 2012      | O Par Ideal                   | Lurdes                           | TVI   |                      |
| 2013      | Doida por Ti                  | Mimi                             | TVI   |                      |
| 2014      | Bem-Vindos a Beirais          | Valéria Montevelho               | RTP   | pequena participação |
| 2016      | A Única Mulher                | Amélia                           | TVI   | Telenovela           |

## Filmografia
- A Promessa (1972)
- O Princípio da Sabedoria (1975)